# Norrebro, Ronneby
Norrebro är en stenvalvsbro över Ronnebyån vid vattenfallet i centrala Ronneby och är en registrerad fornlämning Ronneby 99:1 i Riksantikvarieämbetets kartdatabas för svenska fornlämningar. Bron är en aktiv del av stadsbilden och har kvar sådan funktion som farbar bro med markbeläggning av fyrkantig storgatsten. Bron är uppbyggd av två brospann med ett mittstöd som vilar på en liten, långsmal ö mitt i Ronnebyån där det tidigare funnits en träbyggnad som bron anslöt till. Bron uppfördes i sin nuvarande utformning 1844 och har sedan dess byggts till 1927 och 1949 samt genomgått underhåll och mindre reparationsarbeten. Bron är sedan 2018 kulturmiljöskyddad i Ronneby kommuns gällande detaljplan för området.

### Digitala källor
- Gällande detaljplanekarta över Norrebro
- Gällande planbeskrivning över Norrebro